# Dé à trente faces
Pour les articles homonymes, voir d30.

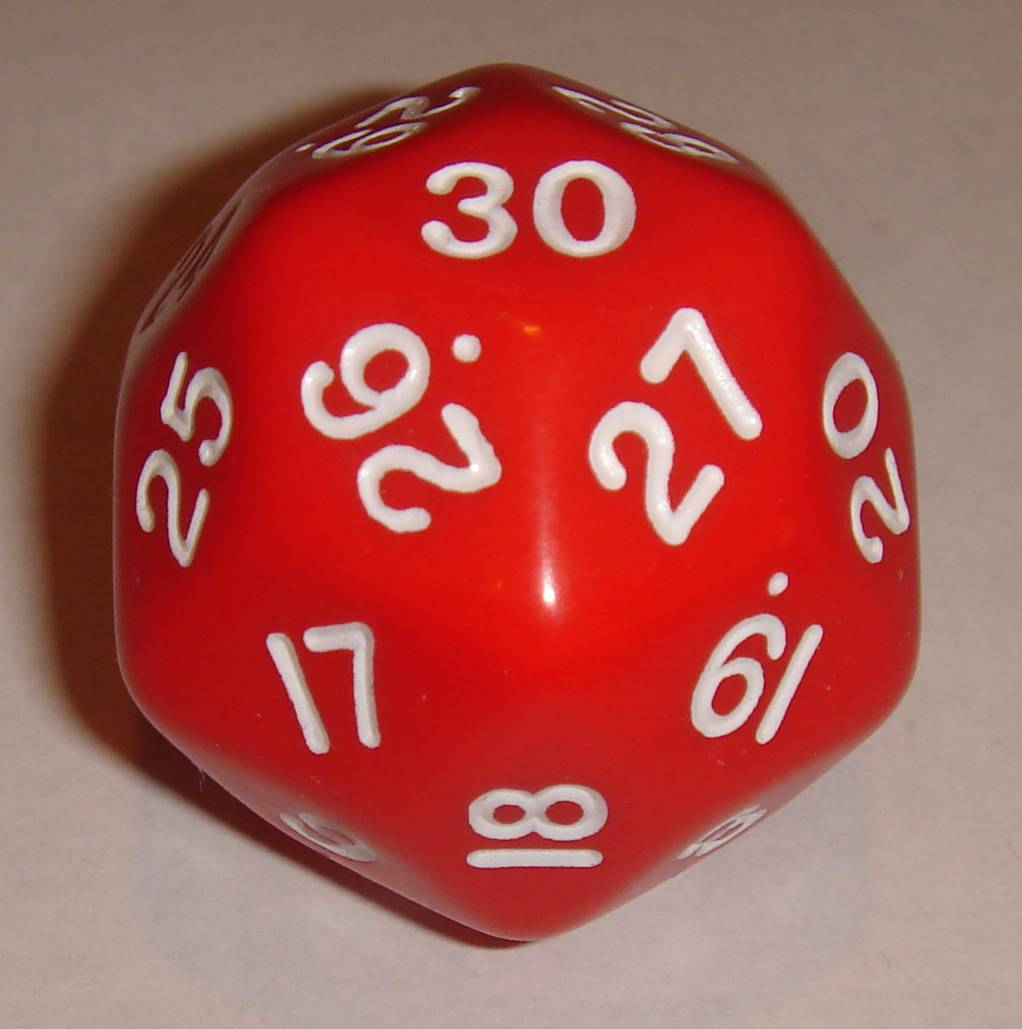
Un dé à trente faces.

Un dé à trente faces ou d30 en abrégé est une variante de dé comportant trente faces.
Les dés à trente faces sont utilisés notamment dans les jeux de rôle sur table pour obtenir des résultats différents de ceux d'un dé à six faces classique.
La forme du d30 est basée sur le triacontaèdre rhombique.

## Description
Un dé à trente faces a la forme d'une boule à facettes, chacune en losange. Elles sont numérotées de 1 à 30 (à l'aide de chiffres et pas de points, comme souvent sur les dés cubiques) et la somme de deux faces opposées y est égale à 31.
Potentiellement, si un tel dé est considéré comme un polyèdre parfait, il est équiprobable : chaque face à la même probabilité de sortir à chaque tirage. En pratique, cette équiprobabilité est sujette à controverse : si les dés à six faces utilisés dans les casinos ont l'obligation légale[réf. souhaitée] d'être équiprobables, il n'existe aucune obligation en dehors de ce contexte.

## Utilisation
Le d30 est d'un usage rare. Seuls quelques jeux les ont inclus dans leur système, notamment Lyonesse, Invocateurs, Ghormengast et Eléckasë. Il sert parfois aussi dans Donjons et Dragons pour certains tirages.
Un dé à trente faces sert aussi pour le jeu de plateau Formule Dé, mais il n'est pas numéroté de 1 à 30.